# Wild Horses (píseň)
„Wild Horses“ / „Sway“ je druhý singl k albu Sticky Fingers rockové skupiny The Rolling Stones vydaný pouze v USA, Japonsku a v Austrálii. Obě písně byly natočeny v roce 1970 ve studiích Olympic Sound a Trident v Londýně, první verze písně Wild Horses byly natočeny už v roce 1969 během amerického turné. Singl byl vydán 12. června 1971 a v USA dosáhl na 28. příčku. Obě písně vyšly na albu Sticky Fingers, píseň Sway má odlišnou mixáž. Autory skladeb jsou Mick Jagger a Keith Richards.
Píseň přezpívalo mnoho známých umělců: Neil Young, Guns N' Roses, Dave Matthews, Indigo Girls, Kelly Clarkson, Molly Hatchet, Corey Taylor, Susan Boyle, Alicia Keys, Iron & Wine, Sheryl Crow, The Sundays aj.

## základní informace

### A strana
- "Wild Horses" (Jagger / Richard) – 5:52

### B strana
- "Sway (single version)" (Jagger / Richard) – 3:28

## České verze
- Bílým koním, český text Míša Leicht, interpret bluegrassová skupina Cop, album Cop 1 (1991)
- Wild Horses, původní anglický text, interpret bluegrassová skupina Druhá tráva, album Druhá tráva – Revival (1992)